# بیرمنگام (شهرستان تیپکانو، ایندیانا)
بیرمنگام (به انگلیسی: Birmingham) یک منطقهٔ مسکونی در ایالات متحده آمریکا است که در شهرستان تیپکانو، ایندیانا واقع شده‌است. بیرمنگام ۱۸۴ متر بالاتر از سطح دریا واقع شده‌است.